# (8854) 1991 HC
1991 إتش سي (ويعرف أيضًا باسم (8854) 1991 إتش سي وفق تسمية الكوكب الصغير) (بالإنجليزية: 1991 HC)‏ هو كويكب ضمن حزام الكويكبات؛ وترتيبه 8854 من حيث الاكتشاف.
اكتُشف هذا الجُرم الفلكي بواسطة Nobuhiro Kawasato ‏ في 16 أبريل 1991.

## وصلات خارجية
- (8854) 1991 HC في قاعدة بيانات مختبر الدفع النفاث لأجرام النظام الشمسي الصغيرة

- الاكتشاف · مخطط المدار ·  العناصر المدارية · المعلمات المادية

- (8854) 1991 HC على موقع ويكي سكاي: DSS2, SDSS, GALEX, IRAS, Hydrogen α, X-Ray, Astrophoto, Sky Map, Articles and images